# Driza-Bone
Driza-Bone ist ein Bekleidungshersteller in Australien. Driza-Bone ist die Kurzform von dry as a bone, „knochentrocken“. Die Firma hat ihren Sitz in Brisbane, Australien.

## Geschichte
Seit 1933 wird der Name für die seit 1898 gefertigten Kleidungsstücke benutzt. Ein nach Australien ausgewanderter Schotte namens Le Roy fertigte Jacken aus Segeltuch für die Seeleute auf den großen Segelschiffen. Diese Kleidungsstücke machte er mit Leinöl wasserdicht.
Seeleute, die Jobs an Land annahmen, besonders in der Landwirtschaft, nahmen diese Kleidungsstücke mit. Wenn es in Australien regnet, dann heftig. So nahmen diese Jacken ihren Siegeszug auf und zählen neben einigen anderen Kleidungsstücken wie Hüte und Stiefel zu den Unikaten der australischen Bekleidungsindustrie. Das Design wurde über die Jahrzehnte nur moderat verändert hin zu Reitkleidung.
Heute fertigt die Firma nicht nur die berühmten riding coats, sondern noch eine Vielzahl anderer Kleidungsstücke.
Die Kombination von Driza-Bone-Mantel mit einem Akubra-Hut gilt als Quintessenz des australischen Outbacks, wo sie in Regenzeiten von den Stockmen getragen wird.